# Лудвиг IV (Лигница)
Лудвиг IV фон Легница (на полски: Ludwik IV legnicki; на немски: Ludwig IV von Liegnitz; * 19 април 1616, Бриг; † 24 ноември 1663, Легница) от клон Лигница на рода на Силезийските Пясти, е херцог на Бриг (1639 – 1654), Олав (1639 – 1654), Волов (1653 – 1654) заедно с братята му и сам на Легница (1653 – 1663).

## Живот
Син е на херцог Йохан Кристиан фон Бриг (1591 – 1639) и съпругата му маркграфиня на Доротея Сибила фон Бранденбург (1590 – 1625) от род Хоенцолерн, дъщеря на курфюрст Йохан Георг фон Бранденбург (1525 – 1598) и третата му съпруга Елизабет фон Анхалт (1563 – 1607). Баща му Йохан Кристиан се жени втори път на 13 септември 1626 г. за 15-годишната Анна Хедвиг фон Зицш (1611 – 1639). Брат е на Георг III (1611 – 1664), херцог на Лигница (Легница), и Кристиан (1618 – 1672), херцог на Бриг, и полубрат на Август (1627 – 1679), фрайхер на Легница 1628, граф на Легница 1664), и на Зигмунд (1632 –1664), фрайхер на Легница.
От 1639 до 1653 г. Лудвиг IV е херцог на Бриг заедно с братята си Георг III и Кристиан. След подялбата през 1653 г. той получава. През 1653 г. братята наследяват херцогството Легница с Волау от умрелия им бездетен чичо херцог Георг Рудолф и разделят собствеността. Лудвиг получава Легница, Георг получава Бриг, Кристиан получава Волау и Олау.
През 1648 г. Лудвиг е член на литературното общество „Fruchtbringenden Gesellschaft“.
Лудвиг умира без наследници на 24 ноември 1663 г. в Легница. Наследен е от братята му Георг III и Кристиан.

## Фамилия
Лудвиг IV се жени на 8 май 1649 г. в Бриг за принцеса Анна София фон Мекленбург-Гюстров (* 29 септември/8 октомври 1628, Харцгероде; † 10/20 февруари 1666, Пархвитц), дъщеря на херцог Йохан Албрехт II фон Мекленбург (1590 – 1636) и третата му съпруга принцеса Елеонора Мария фон Анхалт-Бернбург (1600 – 1657). Те имат един син, който умира като бебе:
- Кристиан Алберт (* 7 ноември 1651; † 20 януари 1652)